# Мокра (Любуське воєводство)
Мокра (пол. Mokra, нім. Muckrow) — село в Польщі, у гміні Любсько Жарського повіту Любуського воєводства.
Населення — 146 осіб (2011).
У 1975-1998 роках село належало до Зеленогурського воєводства.

## Демографія
Демографічна структура станом на 31 березня 2011 року:
|          | Загалом | Допрацездатний вік | Працездатний вік | Постпрацездатний вік |
| -------- | ------- | ------------------ | ---------------- | -------------------- |
| Чоловіки | 72      | 14                 | 55               | 3                    |
| Жінки    | 74      | 20                 | 45               | 9                    |
| Разом    | 146     | 34                 | 100              | 12                   |